# Mathematics Magazine
Mathematics Magazine est une publication bimensuelle de référence de la Mathematical Association of America. Elle cible un public constitué d'enseignants en mathématiques et de leurs étudiants. C'est cependant une revue de mathématiques plutôt que de pédagogie. Au lieu d'articles adoptant un style lapidaire « théorème-preuve » répandu dans les revues de recherche, les articles fournissent un cadre au sujet, avec des exemples, des applications, des illustrations, et le contexte historique. La diffusion payée en 2008 était de 9 500 et le tirage total était de 10 000.